# Iván Shmalgauzen
Iván Ivánovich Shmalgauzen (translitera al cirílico ruso: Ива́н Ива́нович Шмальга́узен) ( Kiev, 23 de abril de 1884–Leningrado, 7 de octubre de 1963). Morfólogo y embriólogo evolutivo ruso. Junto con C. H. Waddington fue un gran abogado de la integración de la biología del desarrollo en la teoría evolutiva, siendo considerado uno de los precedentes principales de la moderna evo-devo.
Shmalgauzen acuñó conceptos muy similares a los de Conrad Hal Waddington, como los de canalización y asimilación genética.
Junto con otros muchos biólogos rusos, Shmalgauzen fue víctima de las purgas llevadas a cabo por Trofim Lysenko. A la muerte de Stalin en 1953, la situación mejoró progresivamente. Schmalhausen fue nombrado director del laboratorio de embriología del Instituto Zoológico de Leningrado y en los años siguientes recibió numerosos reconocimientos a su carrera.
En 1955, Schmalhausen fue uno de los firmantes de la "Carta de los 300" - una carta colectiva de científicos denunciando al Lysenkoísmo.

## Abreviatura (zoología)
La abreviatura Shmalgauzen  se emplea para indicar a Iván Shmalgauzen como autoridad en la descripción y taxonomía en zoología.